# Klęk
Klęk [pronunciación en polaco: /klɛnk/] es un pueblo ubicado en el distrito administrativo de Gmina Stryków, dentro del Distrito de Zgierz, Voivodato de Łódź, en Polonia central. Se encuentra aproximadamente a 8 kilómetros al suroeste de Stryków, a 8 kilómetros al este de Zgierz, y a 10 kilómetros al noreste de la capital regional Łódź.
El pueblo tiene una población de 120 habitantes.